# Visitazione della Beata Vergine Maria
La Visitazione della Beata Vergine Maria è una festa liturgica della Chiesa cattolica che si celebra il 31 maggio o il 2 luglio nel calendario liturgico del rito romano. La festa ricorda la visita che Maria Vergine fece alla sua parente Elisabetta dopo avere ricevuto l'annuncio che sarebbe diventata madre di Gesù per opera dello Spirito Santo e che Elisabetta avrebbe concepito un bambino. In questa veste, Maria è chiamata Madonna della Visitazione ovvero Maria Santissima della Visitazione.

## Introduzione
La visitazione della Vergine Maria è narrata solamente nel Vangelo secondo Luca.

Lo scopo della visita di Maria sarebbe stato quello di aiutare Elisabetta negli ultimi mesi della sua gravidanza in tarda età, e, allo stesso tempo, di ricevere consigli. La traduzione del testo greco meta Spoudēs può significare "prontamente", "in fretta", ma anche "molto attentamente" o "con impazienza" , versi dai quali era stato esemplificata la santità di Maria, modello di umiltà e servizio per il prossimo.

## Racconto biblico

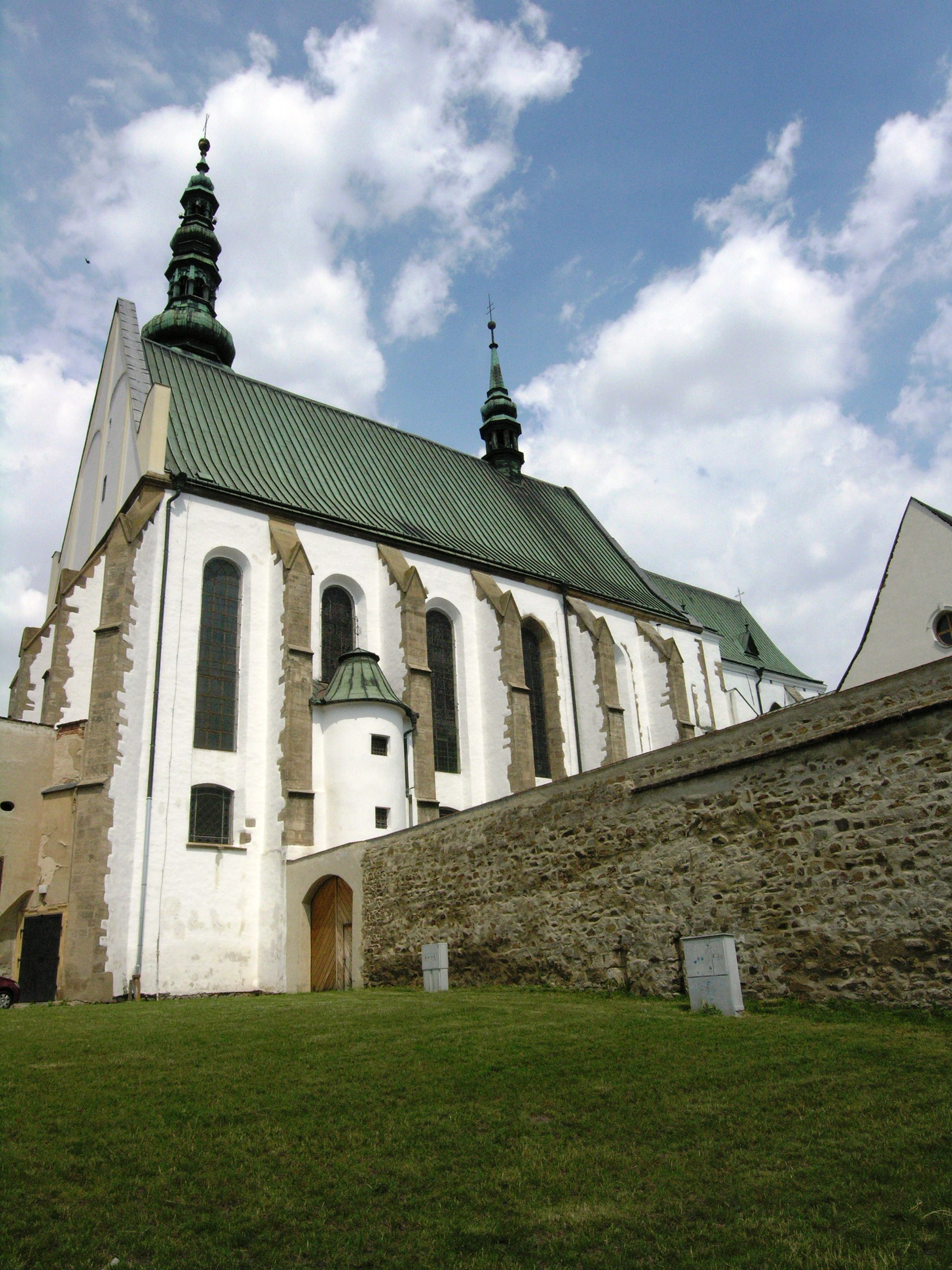
Chiesa dell'Esaltazione della Santa Croce, consacrata Visitazione.

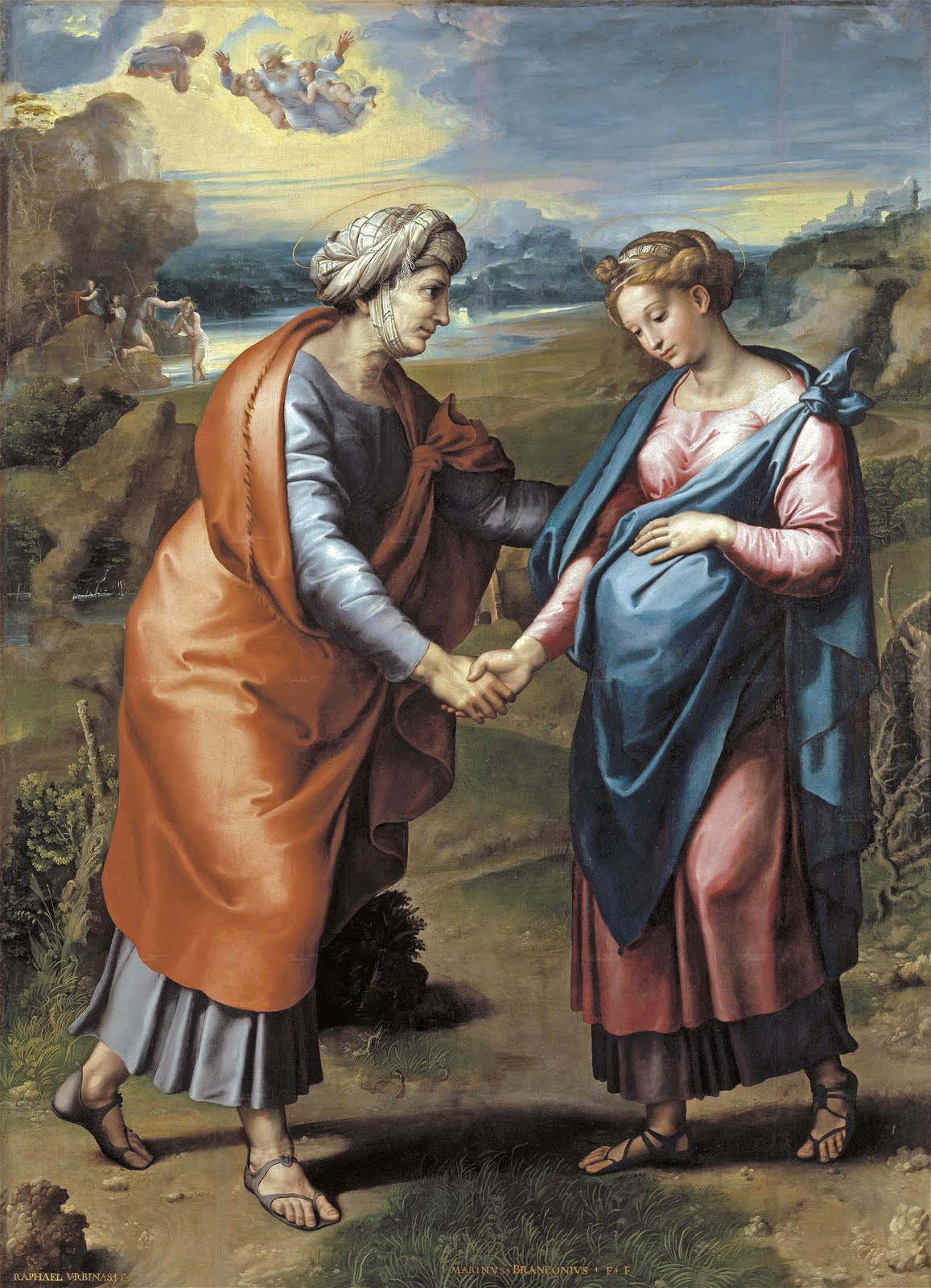
Raffaello Sanzio, La visitazione, 1517

Nell'Annunciazione, il Signore Dio per mezzo dell'arcangelo Gabriele annunciava a Maria che sarebbe diventata madre di Gesù, il Cristo. Di fronte al dubbio di Maria, vergine, l'angelo spiegò che la concezione sarebbe stata miracolosa, per opera dello Spirito Santo e, per dimostrare la potenza di Dio e fargli sparire quel dubbio, le annunciava l'incredibile maternità di sua cugina Elisabetta, già al sesto mese di gravidanza nonostante la sua sterilità e anzianità. Elisabetta era sposata con Zaccaria, sacerdote del Tempio di Gerusalemme e, quindi, della tribù di Levi (della classe di Abia, Lc 1:5-8).
Abìa (Abijah) era l'ottava delle 24 classi sacerdotali che ogni settimana si alternavano per il servizio nel Secondo Tempio di Gerusalemme. La rotazione delle 24 classi aveva inizio nel mese ebraico di Nisan (marzo/aprile), e quindi ad Abia spettava il servizio nel quarto sabato del secondo mese di Iyar (corrispondente ad aprile/maggio).
Dopo l'annunciazione e ricevuto lo Spirito Santo, Maria si recò da Nazaret in Galilea a trovare Elisabetta in Giudea, in una città tradizionalmente ritenuta Ain-Karim situata 6 km ad occidente di Gerusalemme.
Quando Maria giunse nella casa di Zaccaria, Elisabetta, grazie al sussulto di Giovanni che portava in grembo, fu colma di Spirito Santo, lodando Maria e il frutto che portava in grembo per essere stata degna per il progetto di Dio diventando madre del Salvatore.  In risposta alla lode, la Vergine Maria espresse il ringraziamento a Dio attraverso quello che è conosciuto come il "Magnificat" riportato dall'evangelista Luca e denso di reminiscenze bibliche.
Maria rimase con Elisabetta circa tre mesi, cioè fino alla nascita di suo nipote Giovanni, il futuro Battista.

## Culto

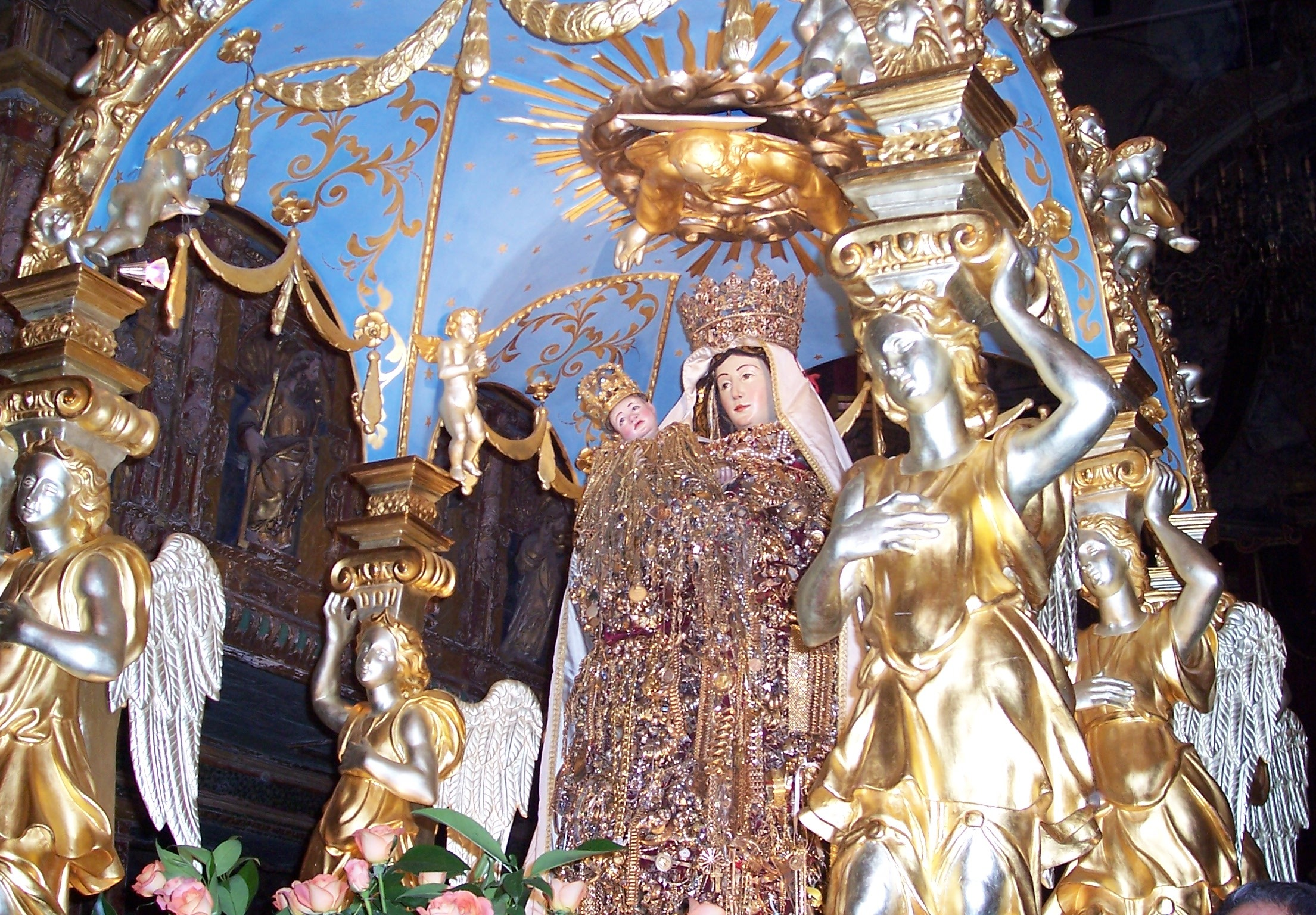
Maria Santissima della Visitazione, patrona di Enna, sulla preziosa vara chiamata "nave d'oro" durante la festa del 2 luglio.

Celebrata dai frati minori fin dal 1263 sotto papa Urbano IV, l'istituzione di tale festa è dovuta all'Ordine francescano.
Fu poi papa Urbano VI a estendere la festa a tutta la Chiesa latina nel 1389, mentre il Concilio di Basilea, nella sessione del 10 luglio 1441 sotto papa Eugenio IV, confermò la festività della Visitazione, dapprima non accettata dagli Stati che parteggiavano per l'antipapa.
Al mistero della Visitazione sono dedicati diversi ordini e congregazioni religiose: l'Ordine della Visitazione di Santa Maria, le Ancelle della Visitazione, le Suore della Visitazione del Giappone, le Povere figlie della Visitazione di Maria Santissima.

### La data della festa

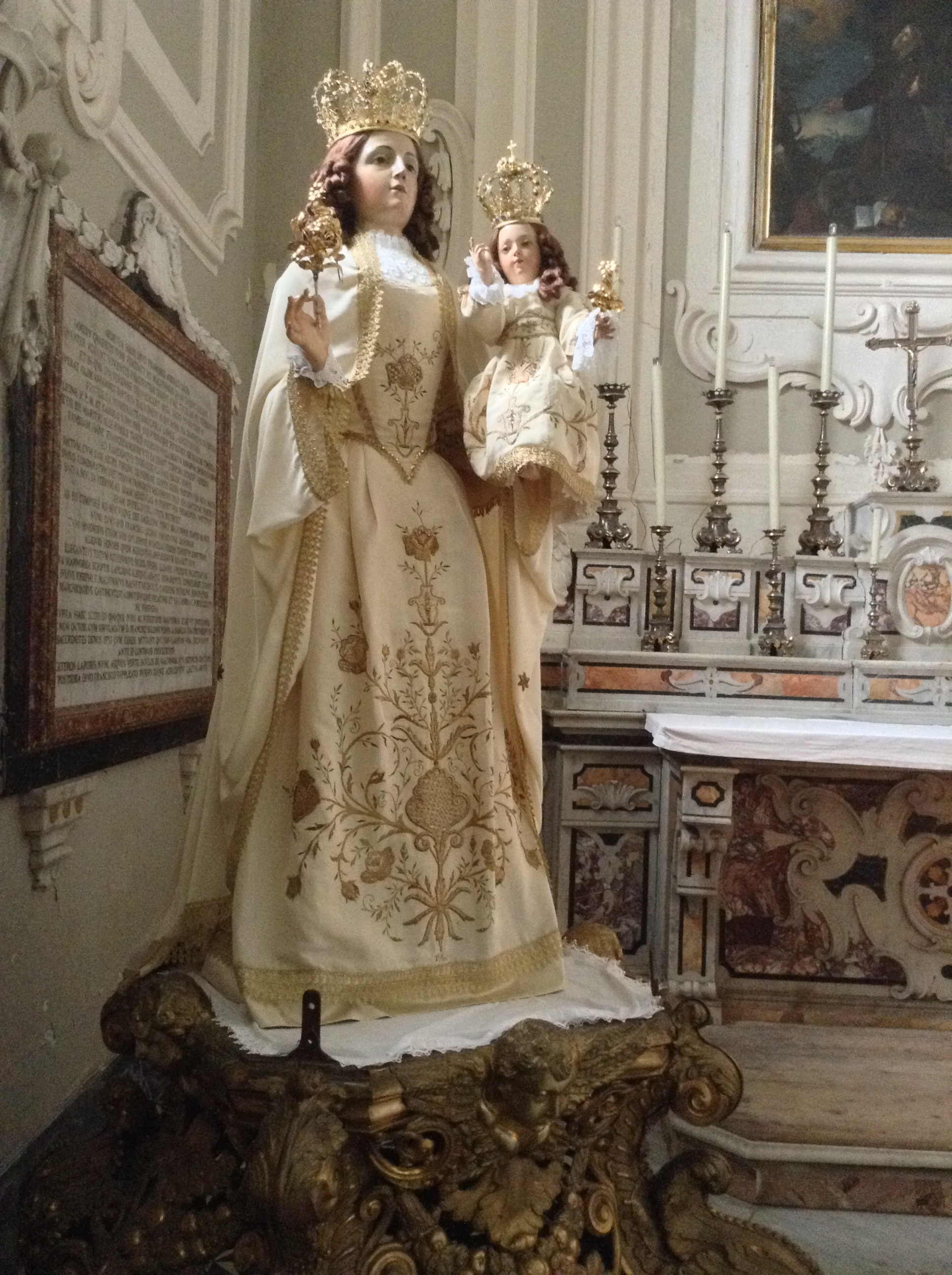
La statua della Madonna della Bruna patrona della città di Matera.

In accordo con quanto descritto dal Vangelo secondo Luca, in cui si narra che, dopo l'Annunciazione (celebrata il 25 marzo), Maria rimase da Elisabetta fino alla Natività di san Giovanni Battista, fissata al 24 giugno e, presumendo un'attesa di altri otto giorni per il rito dell'imposizione del nome, la festa è stata originariamente stabilita per il 2 luglio, cioè al termine della visita di Maria. Tuttavia dopo la riforma liturgica il calendario liturgico ha abbandonato la data tradizionale, fissando la festività all'ultimo giorno di maggio, cioè al termine del mese mariano; di conseguenza la festa della Regalità di Maria Santissima, che si celebrava il 31 maggio, fu trasferita al 22 agosto, al posto dell'Ottava dell'Assunzione.

Il carro trionfale del 1967; uno dei tanti che annualmente viene ricostruito dopo lo strazzo, per la traslazione della Madonna della Bruna.

Il 2 luglio è rimasto sempre inalterato per chi celebra con la Messa Tridentina. Inoltre, l'antica data tradizionale, è rimasta nella devozione popolare e liturgica in alcuni luoghi: a Enna, dove è patrona, si celebra la festa della Madonna della Visitazione con una sontuosa festa, ricca di folklore e devozione; a Siena, dove ancora oggi si corre il Palio il giorno 2 luglio in onore della Visitazione di Maria Santissima, titolare dell'Insigne Collegiata di Santa Maria in Provenzano, in cui si venera la celebre immagine mariana della Madonna di Provenzano; e a Matera, dove dal 1389 in poi la festa patronale della Madonna della Bruna si svolge il 2 luglio. Papa Urbano VI, già arcivescovo di Matera, istituì la festività proprio sulla scorta dell'esperienza materana.

## Geografia dei luoghi
Secondo la tradizione divino-apostolica, Maria avrebbe eseguito un'abluzione purificale (mikhvè) prima di recarsi da Elisabetta, presso En Karem, 6 km a sud-ovest di Gerusalemme. Nel medesimo luogo si trova anche la Chiesa della Visitazione.